# Año Internacional de la Astronomía

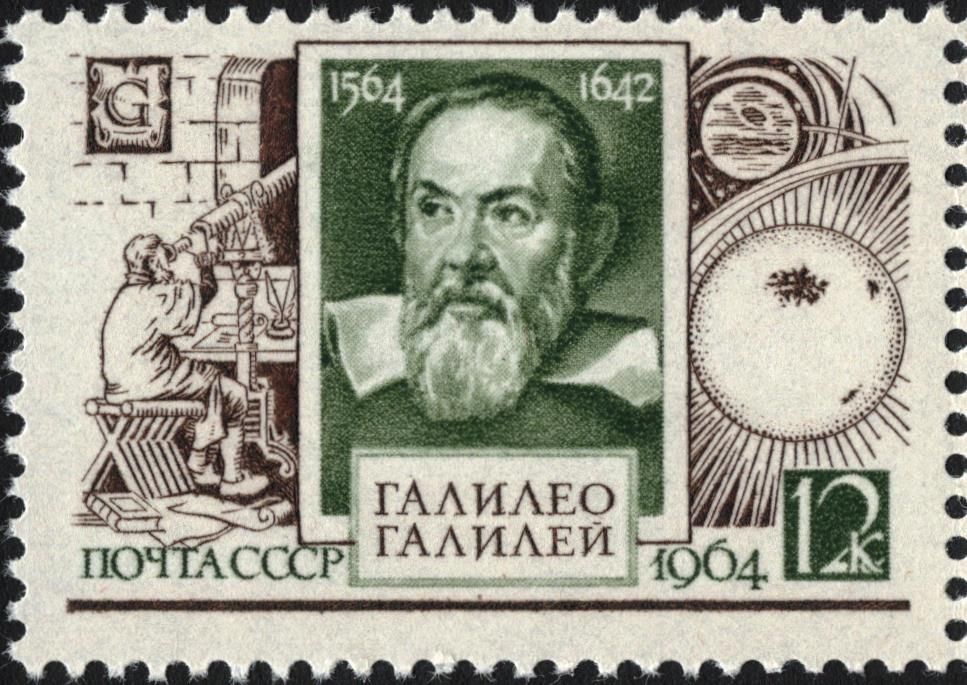
Galileo Galilei hizo grandes aportaciones en la astronomía. El telescopio es un ejemplo de eso.

Coincidiendo con el 400 aniversario de las primeras observaciones astronómicas realizadas con telescopio por Galileo Galilei y la publicación por Johannes Kepler de la Astronomía nova, el año 2009 fue declarado Año Internacional de la Astronomía (AIA 2009).
La propuesta fue realizada por la Unión Astronómica Internacional (UAI) y apoyada por la Unesco-el organismo de la ONU responsables de política educativa, cultural y científica tras una propuesta oficial por parte del Gobierno Italiano. Finalmente la asamblea general de Naciones Unidas ratificó esta decisión el 19 de diciembre de 2007. La Unión Astronómica Internacional coordinará el Año Internacional de la Astronomía en 2009. Esta iniciativa es una oportunidad para los habitantes de la tierra para adentrarse en el papel de la astronomía en el enriquecimiento de las culturas humanas. Más aún, será plataforma para informar al público sobre los últimos descubrimientos astronómicos a la vez que se hace énfasis sobre el papel de la importancia de la astronomía en la educación en ciencias.

## Origen
La Astronomía, la ciencia más antigua ha jugado un papel fundamental en la cultura durante siglos. En 1609, Galileo Galilei apuntó por primera vez su telescopio hacia el firmamento realizando descubrimientos asombrosos para la época que cambiaron la percepción del mundo para siempre: montañas y cráteres en la Luna, una pléyade de estrellas invisibles al ojo humano, fases en Venus y los cuatro mayores satélites de Júpiter. En el mismo año, Johannes Kepler publicó su trabajo Astronomia nova donde se describen las leyes fundamentales de la mecánica celeste. En la actualidad la astrofísica aborda la explicación de cómo se forman los planetas y las estrellas, cómo nacen las galaxias y evolucionan, y cuál es la estructura a gran escala del Universo.

## Objetivos del AIA 2009
El año Internacional de la Astronomía (AIA 2009) constituye una celebración global de la contribución de la astronomía a la sociedad y la cultura. Entre sus objetivos principales se encuentra estimular en todo el mundo, no solo el interés por la astronomía, sino el de la ciencia en general, especialmente entre la gente joven. El IYA / AIA2009 es, ante todo, una actividad de los ciudadanos del Planeta Tierra, que transmite la emoción del descubrimiento personal, el placer de compartir los conocimientos fundamentales sobre el Universo y nuestro lugar en él y, en última instancia, el valor de la cultura científica.

## Organización del AIA 2009
Varios comités se encargan actualmente de supervisar la preparación de las actividades del AIA 2009, que se extienden a nivel local, regional y nacional. Estos comités constituyen una importante colaboración entre astrónomos profesionales y aficionados, centros productores de ciencia y comunicadores de ésta. Los distintos países llevan a cabo sus propias iniciativas, así como la evaluación de sus propias necesidades nacionales, mientras que la UAI actúa como coordinador y catalizador a escala mundial. 
Como parte del plan, la IYA/ AIA2009 también ayudará a organizaciones del mundo en desarrollo a tomar parte en la celebración del AIA 2009 y en la organización de actividades. Esta iniciativa también tiene por objeto llegar a los niños desfavorecidos económicamente en todo el mundo y aumentar su comprensión del mundo.